# Aldo Carrascoso
Aldo Carrascoso (Manila, 19 de julio de 1978) es un empresario filipino que se implico en las industrias de la tecnología, los medios y la biotecnología. Es conocido por fundar Veem y Jukin Media. También fundó InterVenn Biosciences, una compañía farmacéutica y biotecnológica estadounidense, con Carolyn Bertozzi y se desempeñó como su director ejecutivo durante seis años.

## Temprana edad y educación
Carrascoso nació el 19 de julio de 1978 y pasó su infancia en San Juan, Manila, Filipinas. Su padre ocupó el cargo de gerente general en el Aeropuerto Internacional de Manila, lo que llevó a Carrascoso a estar expuesto a la tecnología a una edad temprana. Asistió a De La Salle para su educación primaria y secundaria y luego se matriculó en la Universidad Ateneo De Manila, donde obtuvo una Licenciatura en Ciencias en Psicología. Después de sus estudios universitarios, Carrascoso obtuvo un MBA de Babson College.

## Diagnóstico del cáncer y motivación
La madre de Carrascoso, Lily, falleció de cáncer de mama en 1993. Su frustración con las opciones de diagnóstico y tratamiento disponibles fue un factor importante que posteriormente lo motivó a ingresar al campo de la investigación del tratamiento del cáncer. Después de que otro pariente fuera diagnosticado con cáncer en 2016, Carrascoso participó en un ensayo para determinar por qué el secuenciamiento genómico no podía detectar el cáncer dentro de su familia, donde conoció a la futura cofundadora de InterVenn, Carolyn Bertozzi.
Cuando Carrascoso se enteró de que el análisis de los datos de la muestra llevaría 12 meses, se propuso desarrollar un método para analizar muestras utilizando aprendizaje automático e inteligencia artificial, lo que finalmente llevó a la fundación de InterVenn Biosciences.

## Empresas emprendedoras
Carrascoso ha participado en la fundación de cuatro empresas.

### Verego
Carrascoso cofundó Verego, una plataforma de emparejamiento B2B, en 2009. Desarrolló el concepto de la empresa en función del trabajo completado durante su MBA. Carrascoso describió la plataforma como "Tinder para empresas", comparando las asociaciones estratégicas de negocios con relaciones a largo plazo o matrimonio, y utilizando un algoritmo de emparejamiento para unir a las empresas.

### Jukin Media
En 2009, Carrascoso fundó Jukin Media, una empresa de medios que se especializa en otorgar licencias y distribuir contenido de video generado por el usuario, que puede usarse en programas de televisión, anuncios y otros medios. La compañía ha construido una extensa biblioteca de contenido de video y ha adquirido otras compañías en la misma industria. En 2021, Trusted Media Brands, una empresa de medios propietaria de Reader's Digest y otras publicaciones, adquirió Jukin Media por un monto no revelado. Sirvió como CTO de la empresa durante su desarrollo inicial. La plataforma utiliza un algoritmo propietario llamado "Riff" para generar feeds de medios basados en palabras clave virales.
Jukin recaudó aproximadamente $6 millones en financiamiento de Samsung Ventures, BDMI, Third Wave Digital y el presidente y CEO de Mandalay Entertainment, Peter Guber, y fue adquirida por Trusted Media Brands en 2021.

### Veem
En 2014, Carrascoso fundó Veem, una plataforma de pago global que permite a las empresas enviar y recibir pagos en moneda local, con Marwan Forzley. La plataforma emplea tecnología blockchain para garantizar un procesamiento de pagos seguro y eficiente. Veem ha obtenido una inversión sustancial de importantes firmas de capital de riesgo y ha facilitado miles de millones de dólares en transacciones. Se desempeñó como CTO y COO, supervisando el desarrollo de un algoritmo que analiza transacciones para determinar si los canales de pago tradicionales y de blockchain serán más eficientes.
La plataforma tenía como objetivo principal hacer que la eficiencia transfronteriza de los rieles de pago de blockchain fuera fácilmente accesible para las pequeñas y medianas empresas. Inicialmente, fue financiado por Silicon Valley Bank, Kleiner Perkins Caufield Byers, y más tarde por el Banco Nacional de Australia y Google Ventures.

### InterVenn Biosciences
En 2017, Carrascoso cofundó InterVenn Biosciences junto con los profesores de química Carlito Lebrilla y Carolyn Bertozzi. El enfoque de la compañía está en el desarrollo de pruebas de biopsia líquida para la detección temprana de cáncer, utilizando aprendizaje automático e inteligencia artificial. Estas pruebas analizan muestras de sangre para identificar biomarcadores de cáncer, ofreciendo una alternativa menos invasiva y más precisa a los métodos de biopsia tradicionales.
La empresa utiliza inteligencia artificial desarrollada por Carrascoso para el análisis glicoproteómico para el diagnóstico temprano de ciertos cánceres. El primer producto de InterVenn fue "Glori", una herramienta de biopsia líquida  para identificar tumores malignos de ovario. Variaciones del método se han utilizado desde entonces para desarrollar herramientas de diagnóstico para otros 24 tipos de cáncer, incluidos los de riñón, pulmón, hígado, próstata, páncreas, nasofaríngeo y colorrectal.
La empresa recaudó $45 millones de dólares en dos rondas de financiamiento en 2018 y 2020, antes de recaudar $201 millones de dólares en una ronda C liderada por SoftBank.
La tecnología de InterVenn Biosciences tiene el potencial de hacer avanzar el diagnóstico y el tratamiento del cáncer, y Carrascoso ha expresado su optimismo de que la empresa podría tener un impacto significativo en el campo. También ha declarado que prevé que InterVenn Biosciences se convierta en un actor destacado en la lucha contra el cáncer.

## Filantropía y participación comunitaria
Carrascoso también participa activamente en esfuerzos filantrópicos y comunitarios y ha brindado apoyo a varias organizaciones en Filipinas y los Estados Unidos.
Además, Carrascoso es un firme defensor del espíritu empresarial y la innovación. Ha sido invitado a hablar en varias universidades y eventos, incluido el orador de pensamiento y acción empresarial de Babson College.